# گولتسوو
گولتسوو (به آلمانی: Golzow) یک شهر در آلمان است که در Golzow واقع شده‌است. گولتسوو ۹۳۹ نفر جمعیت دارد.